# مستعرب (سياسي)
في الخطاب السياسي الحديث، وخاصة الأمريكي، يشير مصطلح العروبي عمومًا إلى مراقب غير عربي يتمتع بخبرة أو تخصص في اللغة العربية والثقافة العربية، ويُعتبر متعاطفًا للغاية مع وجهات نظر العرب فيما يتعلق بالصراع العربي الإسرائيلي. وقد نشأت اتهامات التحيز واستخدام المصطلح بمعنى الشتم في الولايات المتحدة حيث اُعتُبر "العروبيون" العاملون في الخدمة العامة، وخاصة في وزارة الخارجية، متحيزين نحو العرب من قِبَل المنظمات الصهيونية واليهودية والمعلقين بعد الحرب العالمية الثانية وفي فترة التحضير لخطة الأمم المتحدة لتقسيم فلسطين.
رافائيل ميدوف، في وصف كيف ظهرت الجالية اليهودية الأمريكية من الهمسة إلى العبور إلى المركز، يكتب عن الفترة: "كانت الكثير من النضال السياسي اليهودي في الولايات المتحدة خلال أواخر الأربعينيات صراعًا بين الصهيونيين الأمريكيين والعروبيون في وزارة الخارجية، من أجل قلوب وعقول البيت الأبيض والكونغرس والجمهور الأمريكي. من خلال الصحافة، شن الصهاينة معركة حاسمة لخلق "حكمة تقليدية". وقد قدم جوزيف كرافت وقتًا مشابهًا لظهور دلالة سياسية مشحونة بهذا المعنى عام 1971، حيث كتب أن مصطلح العروبي كان يشير في الأصل إلى أي شخص مدرب في اللغة العربية وجعل دراسة الشرق الأوسط عمله الحياة. ولكن على مدى الأربعة عقود الماضية، تم استخدامه بمعنى أكثر تحديدًا واستخفافًا للإشارة إلى تلك الخبراء الحكوميين للشرق الأوسط، معظمهم يحملون تدريبًا في اللغة العربية، والذين قضوا وقتًا طويلًا في الشرق الأوسط ويعتبرون أنهم يتعاطفون مع القضية العربية أو يكونون بشكل عام "متحيزين للعرب".
لقد كان العروبيون في وزارة الخارجية هدفًا مفضلًا لليمين الجديد في واشنطن، بالضبط بسبب دعمهم للمواقف الصلبة في السياسة الإسرائيلية، مما يجعلهم معاديين لأي جهد في واشنطن لتحقيق توازن في السياسة الخارجية الأمريكية بين دعم إسرائيل واعتراف بالمصالح العربية.
في وصف تطور السياسة الخارجية الأمريكية في الشرق الأوسط، يتجنب ماثيو جاكوبس استخدام مصطلح العروبي تمامًا، "حيث يشير إلى مهارات لغوية قليلة تمتلكها القلة من المراقبين المحترفين للشرق الأوسط قبل منتصف الخمسينيات، ولأنه أصبح مصطلحًا مثيرًا للجدل وحتى مهينًا، مع آثار سياسية كبيرة منذ أوائل السبعينيات."